# 도시마엔

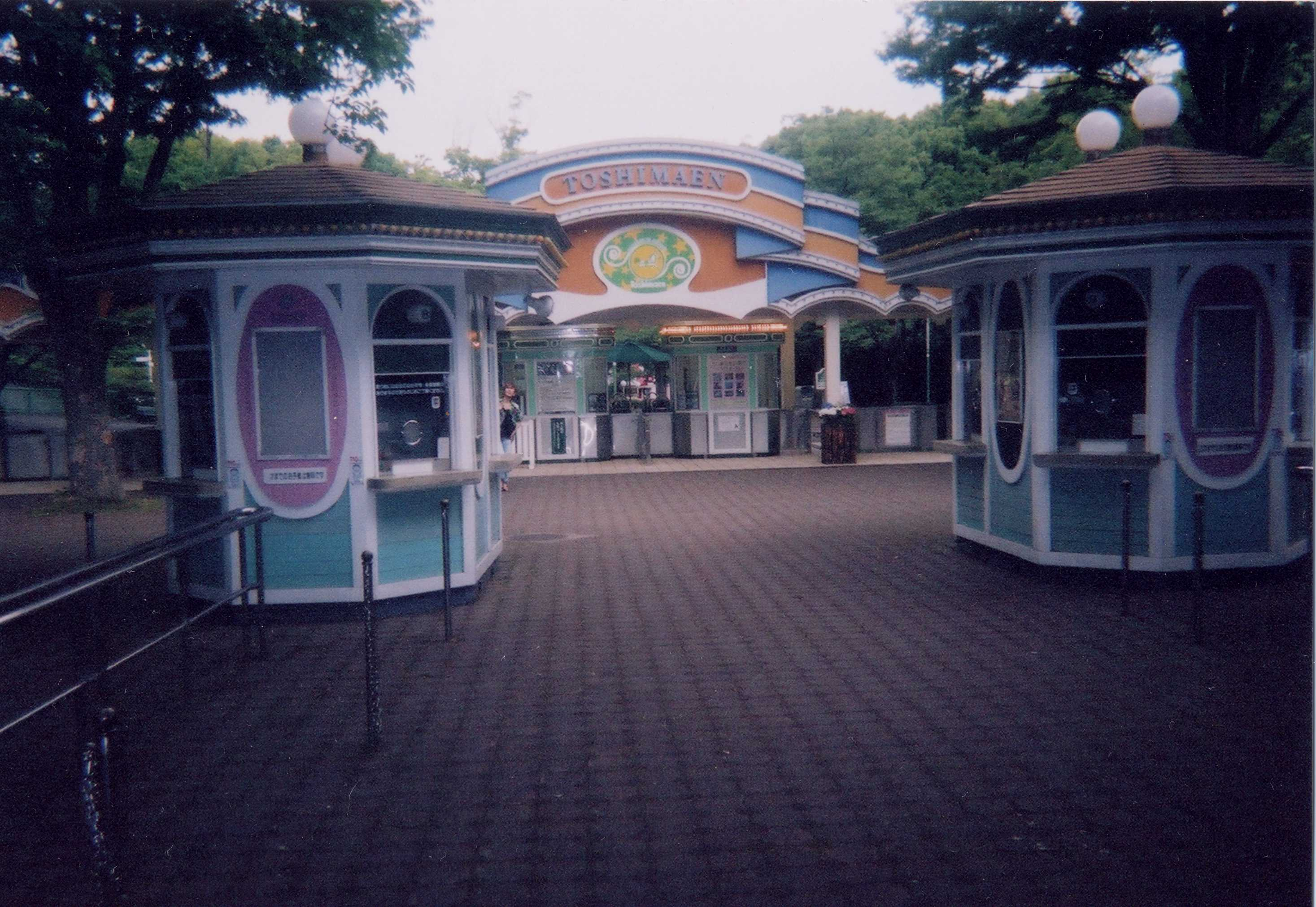
도시마엔의 입구

도시마엔(일본어: としまえん)은 1929년에 오픈한 일본 도쿄도 네리마구에 있었던 놀이공원이다. 세이부 그룹 산하의 도시마엔 주식회사(株式会社 豊島園)가 운영하고 있다. 놀이공원 안에 1907년에 제작된 회전목마는 세계에서 가장 오래된 것으로 도시마엔의 상징적인 존재이다. 2003년 6월에는 놀이공원 안에 니와노유라고 하는 온천 시설을 문을 열었다. 2020년 8월 31일에 폐원했다. 폐원 후 터에는 워너 브라더스 스튜디오 투어 도쿄 - 메이킹 오브 해리 포터와 네리마 성지 공원이 들어섰다.